# Paromalus sagillatus
Paromalus sagillatus är en skalbaggsart som beskrevs av Lewis 1888. Paromalus sagillatus ingår i släktet Paromalus och familjen stumpbaggar. Inga underarter finns listade i Catalogue of Life.